# 王志清
王志清（1966年3月—），男，汉族，天津人，中华人民共和国政治人物，1988年起在民用航空系统工作，现任中国东方航空集团有限公司董事长、党组书记。

## 生平
1984年9月至1988年7月在同济大学道路与交通工程系公路与城市道路工程专业学习，1987年5月加入中国共产党，1988年7月从同济大学毕业后进入北京首都国际机场管理处，历任场务队干部、副队长。1992年6月，王志清进入中国民用航空局，任计划司投资计划处副主任科员，直至1996年7月升任投资计划处副处长，其间民航局于1993年改称民航总局。
1998年2月，王志清由民航总局计划司调至民航总局办公厅局长办公室任助理调研员，2000年7月任民航总局规划科技司投资处处长，同年9月起在南京航空航天大学经济与管理学院修读管理科学与工程专业在职研究生，至2006年12月获管理学博士学位。2003年4月，调任民航总局规划发展财务司基础建设处处长，2004年9月任规划发展财务司副司长（2006年10月改为规划发展司）。2008年，民航总局复名为民航局，王志清该年11月改任民航局办公厅主任（正局级），2009年9月又调任民航局综合司司长，2010年3月至7月在中共中央党校第28期中青年干部培训一班学习。
2010年8月，王志清被调往中国民用航空局西北地区管理局，任党委书记、副局长，2011年4月升任局长，党内职务则改为党委副书记。2014年3月至2019年2月任中国民用航空局副局长，2018年5月在新成立的民航局民用无人驾驶航空器管理领导小组担任组长。
2019年2月，王志清调任交通运输部党组成员兼总规划师、综合规划司司长，2019年3月辞去民航局副局长职务，2021年2月任交通运输部副部长。2021年11月30日，任国务院副秘书长。
2023年10月9日，王志清被任命为中国东方航空集团有限公司董事长、党组书记，此前东航在前任董事长刘绍勇2022年7月退职（不退休）后，董事长的职位已空缺一年有余，暂由总经理李养民全面主持东航工作。